# Nueva Esperanza
Nueva Esperanza és una comunitat ubicada a la zona del Bajo Lempa (El Salvador) i és la voluntat d'uns 200 camperols per compartir esforços i trobar una forma d'organització que els permeti superar l'oblit crònic en què els governs han mantingut la població rural, tant al Salvador com a la resta de l'Amèrica Central
La comunitat s'organitza al voltant d'una directiva comunal, escollida democràticament, que s'encarrega de gestionar els programes socials i educatius com ara el fons d'emergència, el dispensari,...
Des dels inicis la dona ha tingut un paper molt actiu, tant amb el seu treball en el nucli familiar, com en la seva participació en la junta directiva i en la cooperativa. L'any 1995 les Nacions Unides escolliren Nueva Esperanza com a projecte exemplar d'organització i desenvolupament.
La fe cristiana és un dels pilars de la comunitat. Una comunitat que ha fet reflexionar a més d'un agnòstic, ja que és un exemple clar de l'aplicació de la Teologia de l'Alliberament.

## Història
1980 - 1982 Fruit de la dura repressió de l'exèrcit augmenta el nombre de morts i desapareguts a El Salvador. Uns 200 camperols es refugien als soterranis de l'Església de San Roque a la capital, San Salvador: «Allí nos sentimos muy unidos todos. Eramos demasiados, en condiciones infrahumanas y cercados por el ejército que no nos dejaba ver el sol».
1982 - 1991 Gràcies a l'ajuda internacional, poden sortir cap a Nicaragua. Treballen en diverses cooperatives i per molts representa la possibilitat de rebre una formació malgrat la situació econòmica de Nicaragua.
1991 El 20 de març de 1991 tornen a El Salvador protegits per l'Alt Comissionat de les Nacions Unides per als Refugiats (ACNUR). Malgrat l'oposició del govern s'instal·len a una antiga hisenda i li donen el nom de Nueva Esperanza. Ràpidament s'organitzen per donar cobertura a les necessitats més urgents: sanitat, educació i conreu de les terres. A la vegada s'organitzen amb altres assentaments de la zona.

## L'educació
L'educació ha estat una prioritat des del principi. Els maestros populares, en bona part dones, han estat una peça clau per suplir les deficiències del sistema. La seva tasca no ha estat fàcil, ja que s'han hagut de capacitar fora d'hores d'escola, sovint els caps de setmana. El P. Ángel Arnaiz, dominic espanyol que des dels inicis ha estat amb la comunitat, ha estat un dels impulsors de tot el projecte educatiu.
L'ajut internacional ha permès construir una escola de primària que dona servei a Nueva Esperanza i altres comunitats veïnes. La bona gestió dels fons recollits permet que el transport escolar sigui gratuït.
L'any 1999 la Comunitat fa un pas endavant iniciant les classes de secundària mentre s'acaben les obres de l'Institut Esperanza del Bajo Lempa.
La culminació de tot el procés educatiu ha estat l'inici d'un programa de beques universitàries que ha permès a una vintena de joves de la Comunitat acabar diferents llicenciatures.

## La cooperativa
Els Acords de Pau de 1992 representaren l'inici d'una reforma agrària per tal de redistribuir la propietat de les terres, fins llavors controlades per les catorze famílies. Després de molts entrebancs, el 1999, Nueva Esperanza aconseguí adquirir el dret de propietat com a cooperativa.
La cooperativa està organitzada al voltant d'una directiva que ha de fer front als preus imposats pel mercat i a les adversitats climàtiques (sequeres i inundacions). Malgrat totes les dificultats la cooperativa els ha assegurat la supervivència i el manteniment de la propietat de les terres.
La producció se centra majoritàriament en blat de moro i canya de sucre. També conreen altres productes bàsics per al consum propi.
La producció agrícola es complementa amb la ramaderia, encara que té un pes menor.